# Litworowa Przełęcz (Tatry Zachodnie)
Litworowa Przełęcz, Litworowa Przełęcz Upłaziańska (słow. Litvorové sedlo) – znajdująca się na wysokości 2037 m n.p.m. przełęcz w Czerwonych Wierchach, pomiędzy Krzesanicą i Małołączniakiem, leżącymi w grani głównej Tatr Zachodnich. Biegnie przez nie granica polsko-słowacka. Po słowackiej stronie stosunkowo łagodne zbocza spod przełęczy opadają do Dolinki Rozpadłej (odgałęzienie Doliny Cichej). Po polskiej stronie poniżej Litworowej Przełęczy znajduje się stroma ściana skalna i pod nią wisząca Dolina Litworowa.
Litworowa Przełęcz to mało wybitne, zbudowane ze skał osadowych szerokie siodło skalne, porośnięte niską murawą z roślinnością alpejską. Rosną tu m.in.: pełnik alpejski, sasanka alpejska, lepnica bezłodygowa, mak tatrzański, dębik ośmiopłatkowy, wierzba żyłkowana, jaskier skalny i 7 gatunków skalnic. Z bardzo rzadkich roślin tatrzańskich występuje tutaj babka górska. Nazwa pochodzi od Doliny Litworowej, nad którą leży przełęcz. W wapiennych ścianach skalnych poniżej Litworowej Przełęczy znajdują się jaskinie, m.in. Litworowa Studnia.

## Szlaki turystyczne
– czerwony szlak z Doliny Kościeliskiej przebiegający grzbietem Czerwonych Wierchów, a dalej na Kasprowy Wierch i Świnicę. Czas przejścia z Ciemniaka na Kopę Kondracką: 1:05 h, z powrotem 1:15 h.